# Meister M S

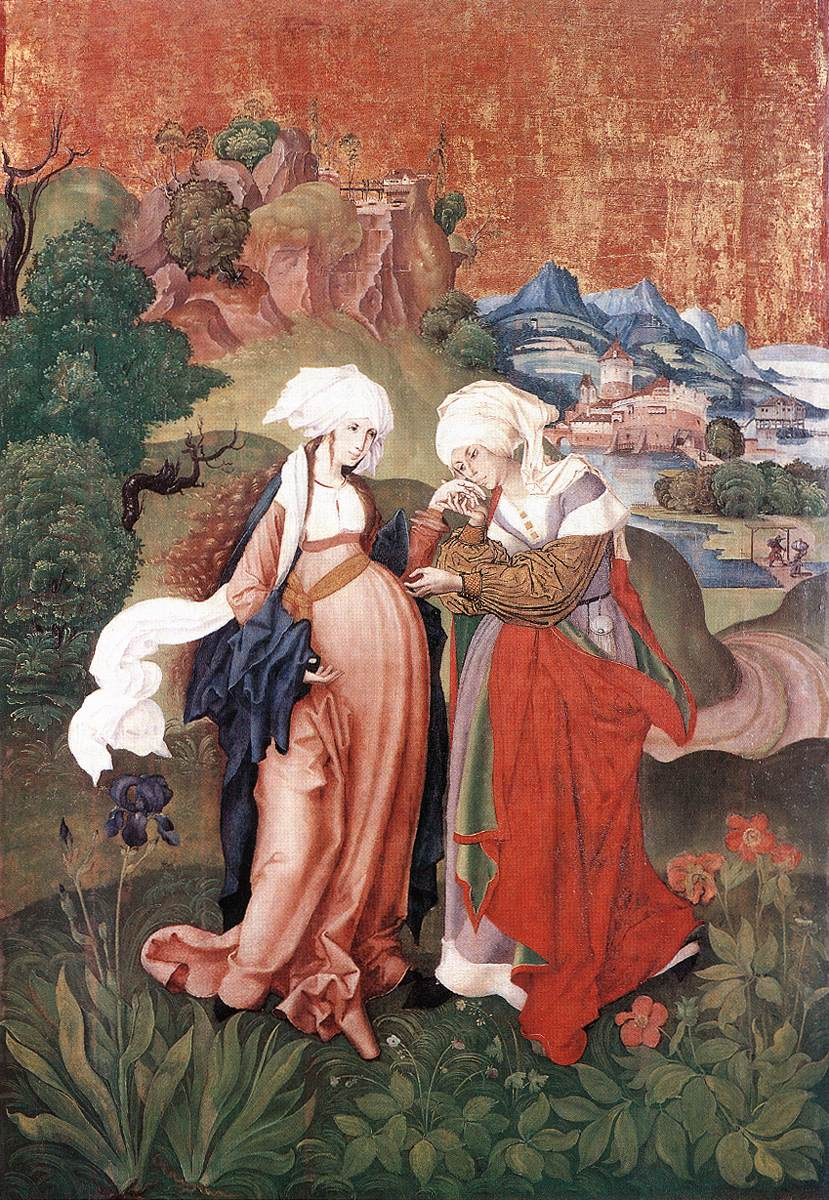
Mariä Heimsuchung, um 1500/1510

Der Meister M S war ein mitteleuropäischer Maler des 16. Jahrhunderts.
Er war in Selmecbánya (heute Banská Štiavnica, Slowakei) im Königreich Ungarn tätig und leitete dort wahrscheinlich eine Werkstatt. Da sein wahrer Name unbekannt ist, wird er manchmal mit verschiedenen anderen „Meistern“ identifiziert: Deutsche Kunsthistoriker tendieren meist zu J. Brieu, einem Augsburger Maler. Einige Kunsthistoriker identifizieren ihn auch mit dem Graveurmeister MZ, der oft mit Matthäus Zaisinger (1498–1555), einem deutschen Goldschmied aus München, gleichgesetzt wird. Anderen Forschungen zufolge könnte es sich bei dem Meister um einen ungarischen Maler namens Sebestyén handeln, dessen Name in einer Urkunde von Selmecbánya aus dem Jahr 1507 erwähnt wird. Der Kunsthistoriker Miklós Mojzer stellte Ähnlichkeiten zwischen den Arbeiten des Meisters M S und des Malers Marten Swarcz fest, der Veit Stoß begleitete und die Passionsbilder eines Altars anfertigte, der sich heute im Christlichen Museum Esztergom befindet. Seine Kunst, die dramatische Tiefe und farbenfrohe dekorative Gestaltung verbindet, ähnelt derjenigen der deutschen Maler Martin Schongauer, Albrecht Dürer, J. Brieu und vor allem Matthias Grünewald.
Von den acht Tafelbildern, die den Hochaltar einer Kirche in Selmecbánya schmückten, sind nur sieben erhalten. Man nahm an, dass sich der Altar in der St. Katharinen-Kirche befand, aber nach den neuen Forschungen waren die Bilder Teil des Altars in der Jungfrau-Maria-Kirche, die später in die Alte Burg umgebaut wurde. Heute befinden sich vier Passionsbilder im Christlichen Museum in Esztergom; das Gemälde „Die Geburt Christi“ wird in Svätý Anton (früher Hontszentantal) in der Nähe von Banská Štiavnica aufbewahrt und „Die Anbetung der Könige“ befindet sich in einem Museum in Lille. Die Tafel „Die Heimsuchung“, die die Begegnung Marias und ihrer Cousine Elisabeth darstellt, befindet sich in Budapest in der Ungarischen Nationalgalerie.
Es sind auch drei überlebensgroße, aus Holz geschnitzte und polychromierte Skulpturen aus derselben erhalten. Es wird diskutiert, ob es dabei um die Schnitzfiguren desselben oder eines anderen Retabels aus der Katharinenkirche handelt. Die Madonnenstatue befindet sich in der St.-Katharina-Kirche in Banská Štiavnica; die Statuen der Heiligen Katharina und der Heiligen Barbara sind in der Kunstgalerie des Slowakischen Bergbaumuseums in Banská Štiavnica zu sehen.
Im Alten Schloss in Banská Štiavnica ist eine halbgroße Maquette des Altars ausgestellt, die farbige Fotokopien aller bekannten Tafelbilder des Meisters M S sowie Fragmente von dekorativen Holzschnitzereien zeigt, die vermutlich Teil des Altars waren.

## Galerie

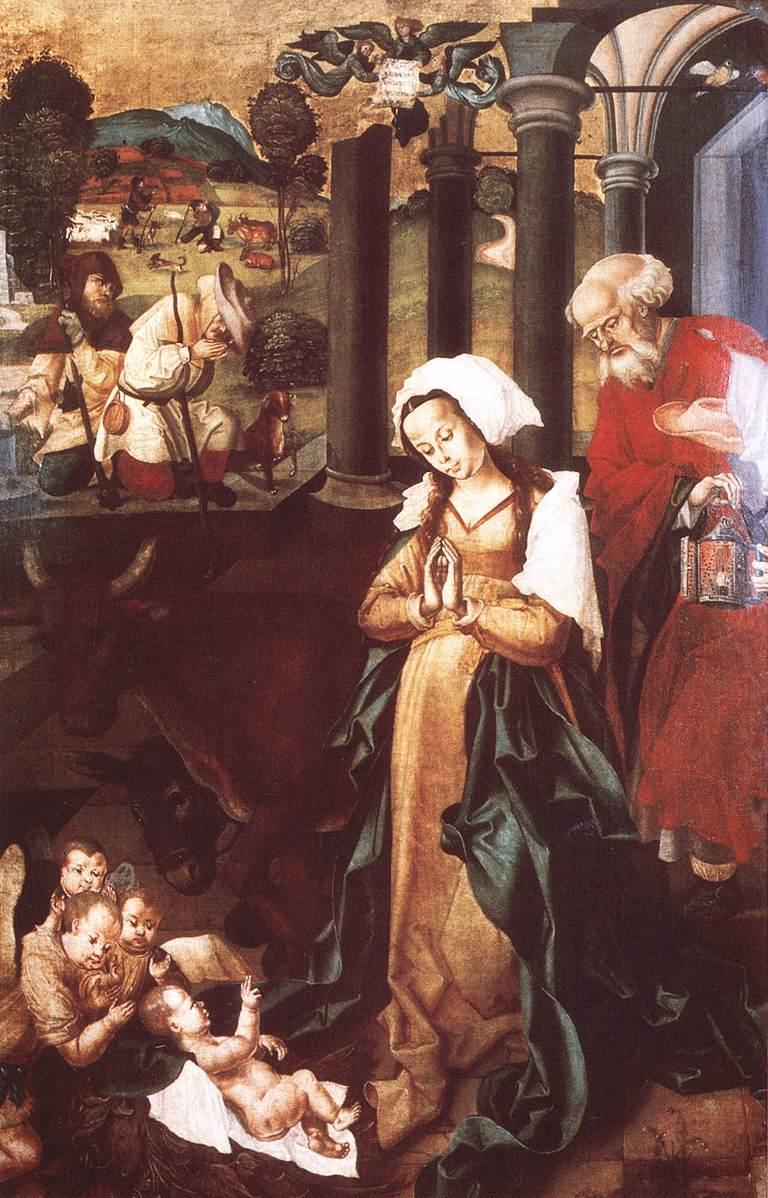
Geburt Christi
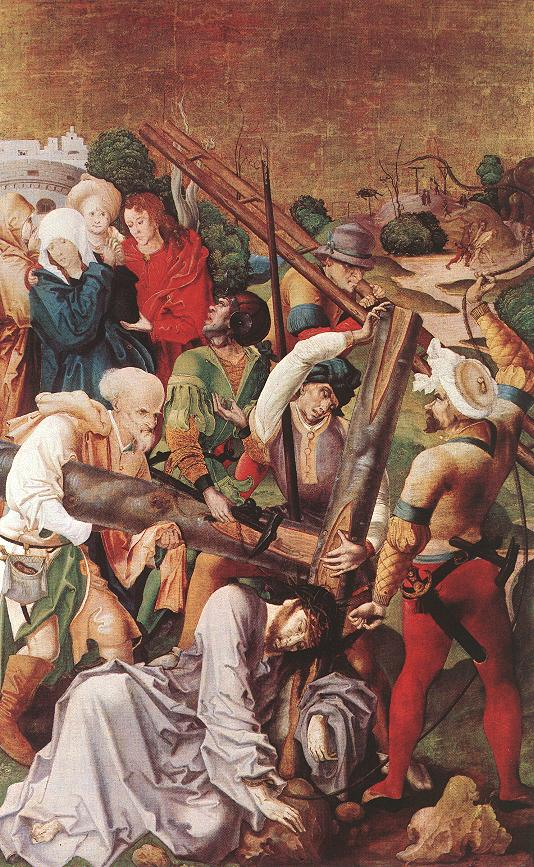
Kreuztragung Christi
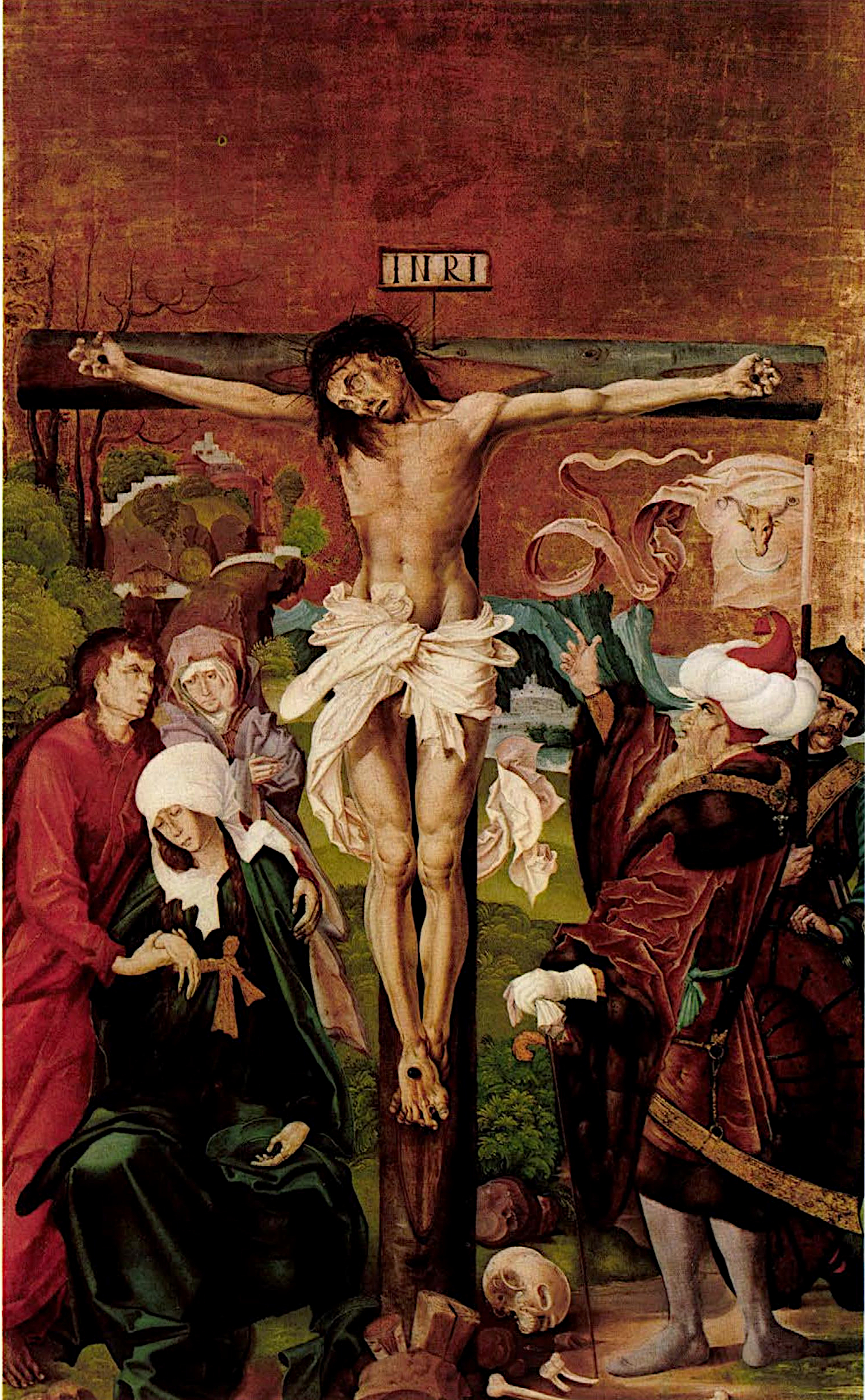
Kreuzigung
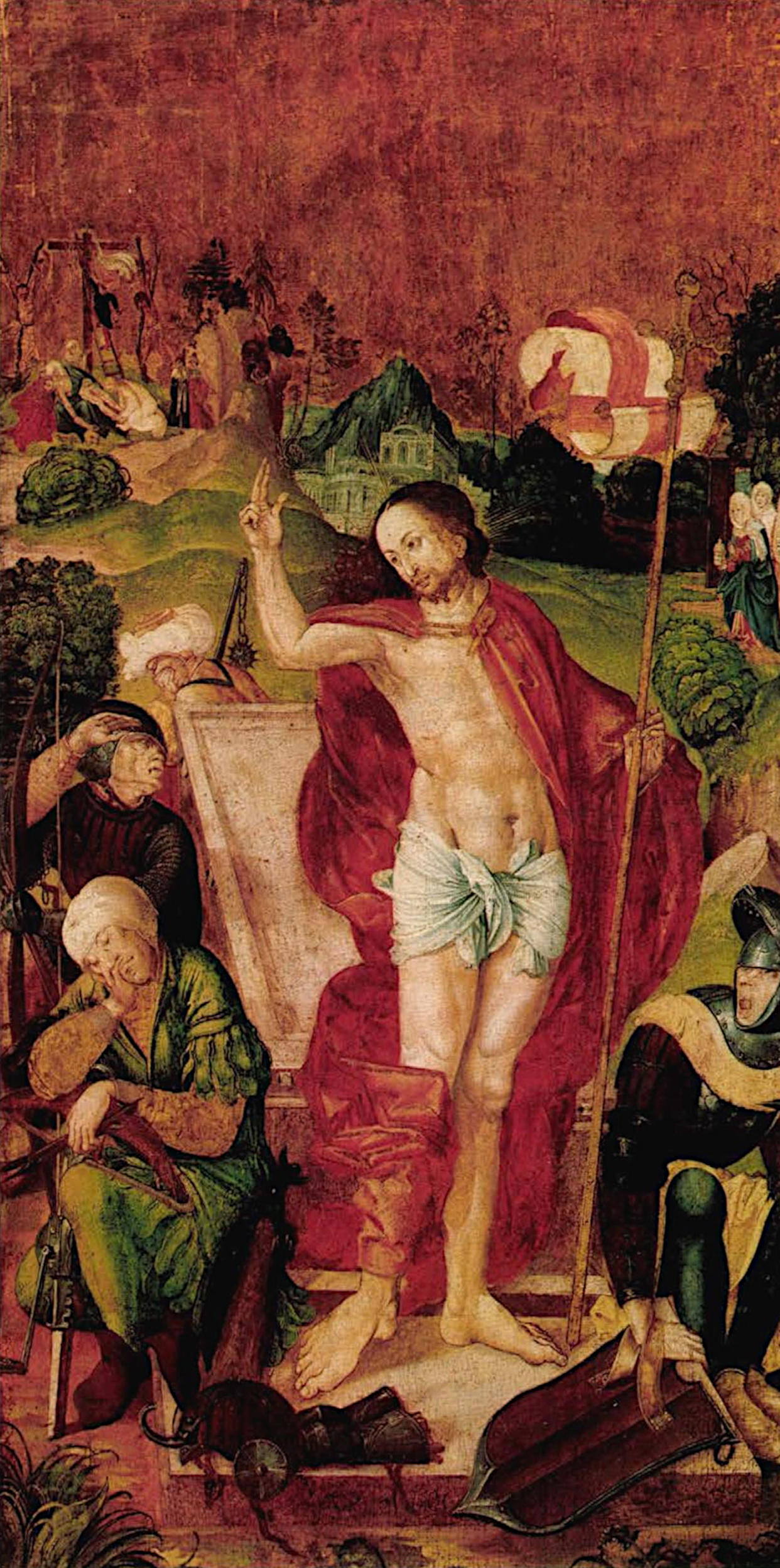
Auferstehung